# Wireframe

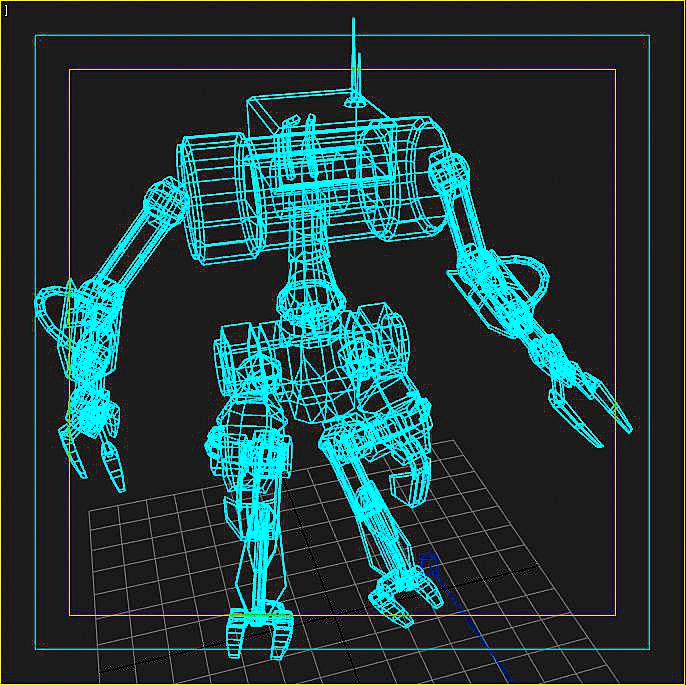
Modello wireframe di un robot

In informatica, wireframe o wire frame model (lett. "modello in fil di ferro") indica un tipo di rappresentazione in computer grafica di oggetti tridimensionali. Con questo metodo vengono disegnati soltanto gli spigoli dell'oggetto, il quale di fatto resta trasparente al suo interno (sembrando, appunto, costruito con il "fil di ferro"). Questo metodo richiede calcoli molto più semplici rispetto alla rappresentazione di superfici solide, ed è quindi considerevolmente più veloce.

## Storia
Probabilmente il primo esempio di rappresentazione wireframe è lo Studio di vaso in prospettiva di Paolo Uccello.

Usata soprattutto nei videogiochi 3D degli anni ottanta, una delle prime applicazioni in campo videoludico è stato il gioco da bar Battlezone di Atari, mentre un altro titolo celebre è Elite per computer a 8 bit. Con l'avvento della nuova generazione di computer e console a 16 bit la grafica "a fil di ferro" venne gradualmente sostituita da quella in 3D solido (Elite è un buon esempio di tale evoluzione: la grafica wireframe delle versioni 8 bit divenne in 3D solido nelle versioni a 16 bit) - tra i pochi esempi videoludici a 16 bit di grafica wireframe possiamo citare il famoso Starglider e quello che probabilmente fu l'ultimo titolo con grafica di questo tipo su macchine a 16 bit: Skychase, un simulatore di volo della Imageworks, datato 1988.

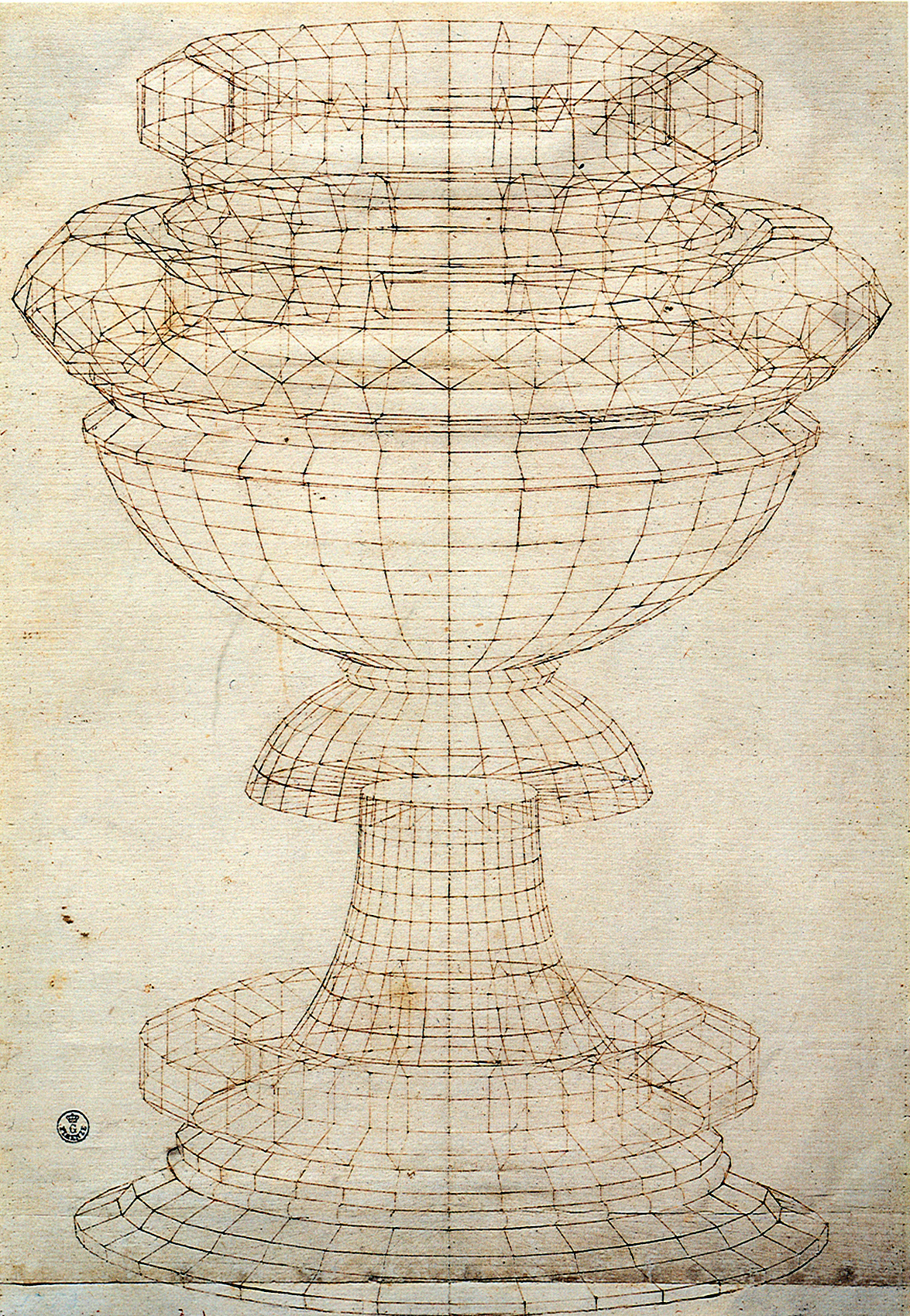
Studio di vaso in prospettiva, Paolo Uccello, 1450
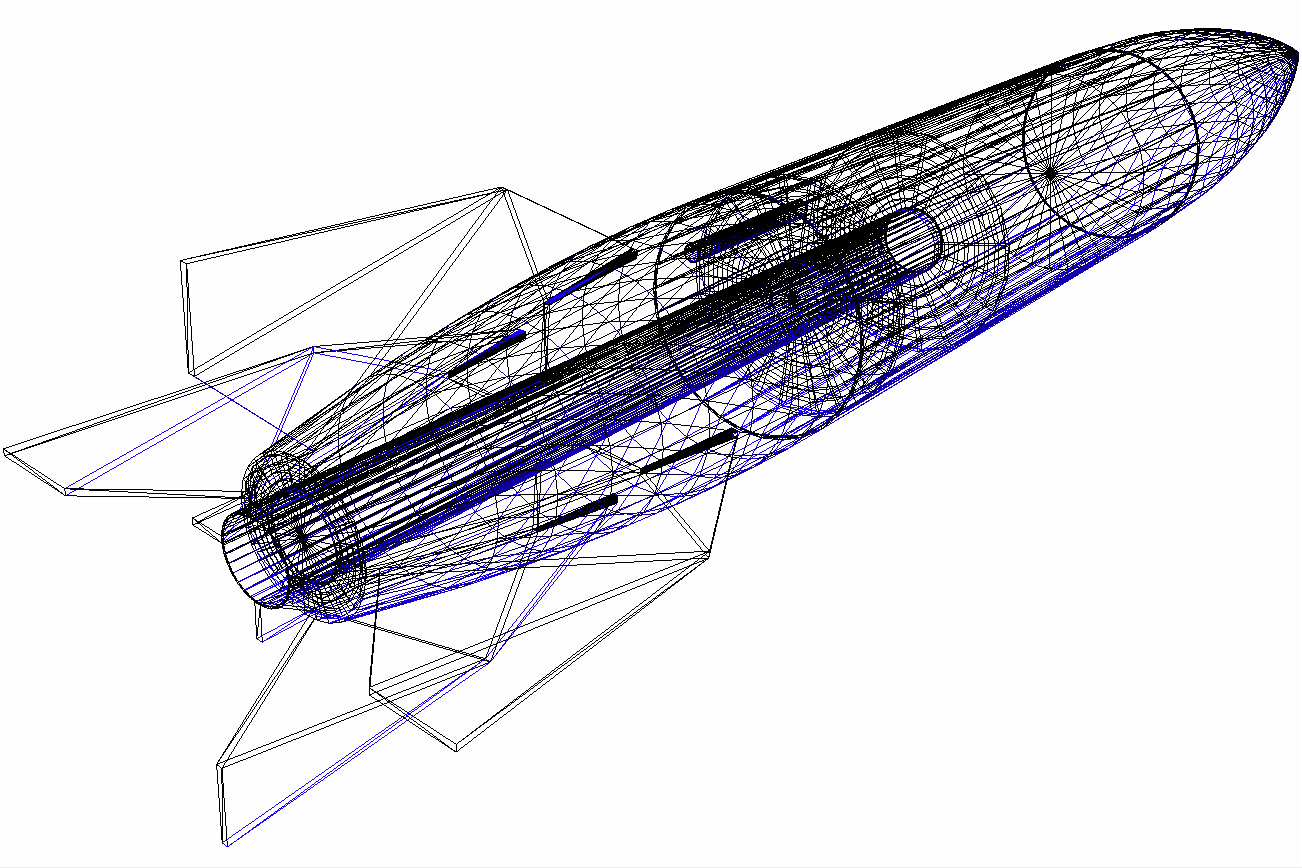
Modello wireframe del missile V2